# Csagri bég
Csagri bég, teljes nevén Abu Szulajmán Dávúd ibn Miháíl ibn Szaldzsúk (990-es évek – 1060 vége) a Nagyszeldzsuk Birodalom egyik alapítója, Togril bég fivére, 1040-től haláláig Horászán és a keleti birodalomfél uralkodója volt. Míg fivére a szultáni címet használta, ő a „királyok királya” (malik al-mulúk) titulust vette fel. Mivel Togril gyermektelenül halt meg, az összes későbbi szeldzsuk uralkodó – az ikóniumi szultánokat leszámítva – Csagri leszármazottai közül került ki.

## A hódítások előtt
Csagri, akinek török neve sólymot jelent, a nomád oguz törökök egyik törzsfője, Szeldzsuk (Szaldzsúk) unokájaként jött világra, minden bizonnyal még a közép-ázsiai sztyeppén. Nem tudni, hogy Csagri vagy fivére, Togril volt-e az idősebb, ahogy az sem világos, hogy születésükkor apjuk már muszlim volt-e. Apjuk, Míháíl korai halálát követően Csagri és testvére, Togril nagyapjukhoz került, akinek a vezetésével törzsük az Aral-tótól délre települt meg. Itt a törzsfőről szeldzsukoknak nevezett csoport rövidesen bevonódott a transzoxániai Karahánidák állandó belháborúiba. A felnövő fivérek, követve nagybátyjuk, Arszlán Iszráíl példáját, Alítegín ibn Bogra kán szolgálatába álltak, és népükkel Buhara és Nahsab vidékére települtek. Alíteginnel szövetségben harcoltak a Gaznavidák betörései ellen, majd az 1030-as évek elején nyugatabbra, Hvárezm vidékére települtek. Innen egy ellenséges törzsfő, Sáh Malik hatalomra kerülése miatt délre indultak, és 1035-ben tízezernyi követőjük élén átkeltek az Amu-darján, bejutva a gaznavida Horászán északi részére.
Az indiai hadjáratokkal lefoglalt Maszúd szultán helyi erői képtelenek voltak ellenállni nekik, így az uralkodó egyelőre elismerte őket a térség helytartóinak. A védelem nélkül maradt nagyvárosok rövidesen behódoltak az újonnan érkezett hadaknak: Csagri előtt 1036/1037-ben Merv nyitotta meg a kapuit, Togril pedig Nisápurt szerezte meg egy időre 1038-ban. Csagri ezután Herát és Szisztán, azaz a gaznavida magterületek felé indított támadásokat. Maszúd végül hadserege zömével megindult a fenyegetően terjeszkedő nomádok ellen, de számbeli túlereje és jobb fegyverzete ellenére az 1040 tavaszán vívott dandánkáni csatában teljes vereséget szenvedett a szeldzsukoktól.

## Horászán élén
Togril és Csagri bég ekkortól kezdve felosztotta egymás között a hódításokat: míg előbbi folytatta az 1055-ben egészen Bagdadig elérő nyugati terjeszkedést, a Mervben székelő Csagri keleten maradt és Horászánt igazgatta, illetve keleten hódított. Rövidesen elragadta Balhot és Herátot, betetőzve Horászán elfoglalását, Kávurd nevű fia pedig 1048-ban elragadta a buvajhida Kermánt, néhány évre rá pedig Ománt is meghódította. Az addig Gaznának alávetett Szisztán fejedelmeit is sikerült hűségére térítenie, ám több tartós sikert nem tudott elérni gaznavida riválisai ellen: a nehéz, hegyvidéki terep és az Indus-völgy erőforrásai lehetővé tették, hogy megőrizzék birodalmuk egy részét. Ennek következtében folyamatos határháborúk zajlottak Szisztán és Balh vidékén.
Az 1041 elején elhunyt Maszúd fia, Maudúd a szeldzsukok megerősödését aggódva figyelő karahánidákkal próbált szövetkezni, ám 1043–44-es hadjárata Balh és Tohárisztán térségébe csúfos kudarcot vallott Csagri fia, Alp Arszlán ellenállásának köszönhetően. (Sikerének jutalmaképpen apja egész Északkelet-Horászán élére őt nevezte ki helytartónak.) Maudúd ezután jobbnak látta békét kötni, amit Csagri egy lányának feleségül vételével pecsételt meg. Az 1049-es halála után kitörő trónviszályok során azonban újabb alkalom adódott a szeldzsuk beavatkozásra, így Csagri 1050-ben és 1053-ban is megpróbálta meghódítani a mai Afganisztán délkeleti részét, ám hiába. Végül 1059-ben, Ibráhím szultán trónra kerülésekor tartós békét kötöttek, ami véglegesítette a szeldzsuk fölényt Kelet-Iránban, de Gaznát és a keletebbi tartományokat meghagyta a gaznavidák kezén.
Csagri és az 1055-től kezdve névleg felette uralkodó fivére közti viszony mindvégig zavartalan és szívélyes volt. A gyermektelen Togril Csagri lányát házasította össze al-Káim abbászida kalifával, hogy megerősítse családja és a szunnita iszlám feje közti kapcsolatot, és 1058–59 során Csagri segélycsapatai nagy szerepet játszottak egy Togril elleni lázadás leverésében. A szultán egyébként 1063-ban bekövetkező halálakor Csagri egy jelentéktelen fiát, Szulajmánt választotta örököséül az esélyes Alp Arszlán helyett, aki azonban rövid úton megszerezte a trónt.
Csagri, aki ekkorra már a kormányzati feladatokat jórészt Alp Arszlánra hagyta, röviddel a gaznai háborúkat lezáró békekötés megkötése után hunyt el.